# کاترینا گیتر
کاترینا گیتر (انگلیسی: Katryna Gaither؛ زادهٔ ۱۳ اوت ۱۹۷۵) ورزشکار بسکتبال اهل ایالات متحده آمریکا است.
وی در مسابقات کشوری و بین‌المللی در مجموع برندهٔ ۱ مدال برنز شده‌است.